# Ryszard Szparak
Ryszard Szparak (ur. 2 lipca 1951 w Olsztynie) – polski lekkoatleta, specjalizujący się w biegu na 400 m przez płotki.

## Osiągnięcia
Zawodnik klubu Gwardia Olsztyn. Olimpijczyk z Moskwy (1980). Podczas mistrzostw Europy w Atenach (1982) zajął 4. miejsce w sztafecie 4 × 400 metrów (3:02,77 s.) i 5. w biegu na 400 m ppł (49,41 s.). W najlepszym w karierze roku 1983, zajął w swej koronnej konkurencji 3. pozycję w Pucharze Europy (49,65 s.) i awansował do finału mistrzostw świata w Helsinkach (8. miejsce z wynikiem 49,78 s.).
W rankingu magazynu Track and Field News był dwukrotnie 10. jako specjalista biegu na 400 m pł (1982, 1983). 5-krotnie poprawiał rekord Polski w biegu na 400 m pł (do 49,17 s. w 1983), był również 5-krotnym mistrzem Polski w tej konkurencji (1980–1984).

## Rekordy życiowe
- bieg na 400 metrów – 46,84 s. (1983)
- bieg na 400 metrów przez płotki – 49,17 s. (8 sierpnia 1983, Helsinki) – 4. wynik w historii polskiej lekkiej atletyki[1][4]